# جان-بابتيست جيرارد
جان-بابتيست جيرارد هو ضابط وسياسي فرنسي، ولد في 21 فبراير 1775 في Aups ‏ في فرنسا، وتوفي في 27 يونيو 1815 في Ligny ‏ في بلجيكا. انتخب Peer of France ‏.